# Jean Bonna
Jean Bonna, né en 1945 à Genève, est un homme d'affaires, bibliophile et collectionneur suisse. 

## Biographie
Jean Bonna naît à Genève en 1945. Il est l'aîné d'une famille de sept enfants. Fils de banquier, il est diplômé en lettres et en droit. Il exerce une carrière professionnelle au sein de la banque privée Lombard, Odier et Cie jusqu'à sa retraite en 2007. 
Il est surtout célèbre comme collectionneur.
Son premier domaine de prédilection est le dessin ancien. Dans ce domaine, ses collections ont fait l'objet d'importantes expositions à l'Ecole des Beaux arts de Paris (2006) et à Genève (2007), au Metropolitan Museum de New York (2009), ou à la Fondation de l'Hermitage de Lausanne (2015).  
Son second domaine d'intérêt est la bibliophilie. Centrée sur l'histoire de la littérature française, sa bibliothèque compte plus de trois mille volumes. Cette collection a notamment fait l'objet d'une exposition à la Bibliothèque de l'Arsenal et d'un catalogue détaillé  en six volumes illustrés établi par Vérène de Diesbach, dont la publication a été saluée en 2018 par le prix d'honneur du Syndicat de la librairie ancienne et moderne. Une journée de colloque a été organisée à la bibliothèque de l'Arsenal et un volume thématique spécial de la Revue d'histoire littéraire de la France  intitulé "Bibliophilie, Collectionnisme et littérature française. Hommage à Jean Bonna" a été publié en 2015. 
Jean Bonna est depuis 2006 membre élu de l'Académie des Beaux Arts et depuis 2013 président de l'Association internationale de Bibliophilie. Il exerce également une importante activité de mécénat et est engagé auprès de nombreuses associations et fondations. Il est notamment à l'origine de la création d'un cabinet dédié au dessin, qui porte son nom, à l’École nationale supérieure des Beaux Arts.  